# 睫眉蟾蜍
睫眉蟾蜍（Amietophrynus superciliaris），又名喀麥隆蟾蜍，是一種蟾蜍。牠們分佈在喀麥隆、中非、剛果共和國、剛果民主共和國、科特迪瓦、赤道畿內亞、加蓬、加納、尼日利亞、利比里亞及塞拉里昂。牠們棲息在亞熱帶或熱帶低地的潮濕森林、淡水沼澤、種植林及嚴重破壞的森林。牠們受到失去棲息地的威脅。